# MDA (entreprise)
MDA (anciennement MacDonald, Dettwiler and Associates) est une entreprise canadienne de technologie aérospatiale dont le siège social se trouve à Brampton, Ontario, Canada, qui fournit des services de renseignement géospatial, de robotique et d'opérations spatiales ainsi que des systèmes satellitaires, notamment le Canadarm2, le télémanipulateur utilisé sur la Station spatiale internationale.

## Histoire
La société a été créée après qu’un groupe de direction de De Havilland Canada se soit réuni en 1967 pour acheter la division de recherche appliquée de la société, créant officiellement Spar Aérospatiale en 1969, la même année où le Canada a été invité par la NASA à participer au programme de la navette spatiale américaine  .
En 1975, la NASA et le Conseil national de recherches Canada (CNRC) ont signé un protocole d'entente selon lequel le Canada élaborerait et construirait le Canadarm, et le CNRC a ensuite attribué le contrat à Spar Aérospatiale. L'entreprise a ensuite été soumise à une série de fusions et d'acquisitions, notamment en 2001, lorsqu'elle a été vendue et renommée MacDonald, Dettwiler et Associés (MDA).
En 2017, avec la prise de contrôle inversée réalisée par DigitalGlobe, MDA est devenue partie intégrante de Maxar Technologies. Le 30 décembre 2019, Northern Private Capital, une société de placement basée à Toronto, a annoncé son intention d'acheter les actifs canadiens de MDA à Maxar Technologies pour 1 milliard de dollars canadiens (765 millions de dollars américains) et de déplacer son siège social au Canada, en renommant la société MDA,,. Le 8 avril 2020, la transaction a été conclue.

## Produits et services

### Renseignement géospatial
L'entreprise, en collaboration avec l’Agence spatiale canadienne, exploite une constellation de satellites d'observation de la terre optiques et radar à synthèse d'ouverture à haute résolution et offre un accès commercial aux données par l’entremise du portail GeoCenter de MDA. 

### Robotique et opérations spatiales
MDA a investi dans le domaine de la robotique spatiale, notamment avec le développement et le soutien opérationnel des opérations robotiques en orbite du Canadarm et du Canadarm2 pour l’Agence spatiale canadienne et les missions d'entretien des satellites. MDA a également obtenu le contrat de fabrication du Canadarm3 pour le programme Artemis de la NASA qui pourrait contribuer au déploiement de systèmes robotiques sur la lune,.

### Systèmes satellitaires
L'entreprise propose des sous-systèmes de communication par satellite, y compris des systèmes d'antenne et l'électronique pour des satellites commerciaux et gouvernementaux. MDA fournit également des capacités de transmission de données entre la Station spatiale internationale et les stations terrestres.

## Installations
Canada
- Brampton, ON (siège social)
- Dartmouth, N.-É.
- Kanata, ON
- Montréal, QC
- Ottawa, ON
- Richmond, C.-B.

Bureaux internationaux
- Didcot,     Royaume-Uni
- Houston, TX